# Шардонне, Лин
Лин Катри́н Жанн Шардонне́ (фр. Lyne Catherine Jeanne Chardonnet; 5 мая 1943 года, Париж, Франция — 11 декабря 1980 года, Анген-ле-Бен, Франция) — французская актриса.

## Биография
За свою 14-летнюю кинокарьеру Лин сыграла в 46 фильмах и сериалах.
В 1968—1969 года была замужем за Поль-Лу Сулицером. 28 июля 1974 года родила дочь Лию от Жака Корталя.
Умерла от рака печени.